# Старомелковское сельское поселение
Староме́лковское се́льское поселе́ние — муниципальное образование в Конаковском районе Тверской области. Образовано в 2005 году, включило в себя территории Мелковского и часть Турыгинского сельских округов.
На территории поселения находятся 3 населенных пункта. Административный центр — деревня Старое Мелково.

## Географические данные
- Общая площадь: 51,7 км²
- Нахождение: западная часть Конаковского района.
  - Граничит:
    - на севере и востоке — с Юрьево-Девичьевским СП и Вахонинским СП (по Иваньковскому водохранилищу),
    - на юго-востоке — с Мокшинским СП,
    - на западе — с Городенским СП и городским поселением посёлок Радченко.

## Экономика
Основное хозяйство — зверосовхоз «Мелковский» (основан в 1966 году).
Часть территории занимает Государственное Безбородовское охотхозяйство.

## Население
На 01.01.2008 — 1369 человек.

## Состав поселения
На территории поселения находятся следующие населённые пункты:
| № | Тип нп | Название       | Население (2008 год) |
| - | ------ | -------------- | -------------------- |
| 1 | дер.   | Старое Мелково | 1315                 |
| 2 | дер.   | Слобода        | 50                   |
| 3 | дер.   | Огурцово       | 4                    |

### Бывшие населенные пункты
При создании Иваньковского водохранилища (1936—1937 годы) затоплены (переселены) деревни Архангельская, Елизаветино, Новинки, Огурцово.

## История
В XIX — начале XX века территория поселения относилась к Городенской волости Тверского уезда Тверской губернии. В 1929 году, после ликвидации губерний, в составе Московской области, Завидовский район. В 1935 году вошла в Калининскую область. До 1960 года относилась к Завидовскому району, в 1963—1965 годах входила в Калининский район. С 1965 года территория поселения в составе Конаковского района Калининской области (с 1990 года — Тверская область).

## Известные люди
В селе Мелково родился Герой Советского Союза Павел Михайлович Архаров.